# Esperiopsis koltuni
Esperiopsis koltuni är en svampdjursart som beskrevs av Ereskovsky och Willenz 2007. Esperiopsis koltuni ingår i släktet Esperiopsis och familjen Esperiopsidae. Inga underarter finns listade i Catalogue of Life.